# Stazione di Castellucchio
La stazione di Castellucchio è una stazione ferroviaria posta sulla linea Cremona-Mantova. Serve il centro abitato di Castellucchio.

## Storia
La stazione di Castellucchio entrò in servizio con ogni probabilità il 6 settembre 1874, all'apertura della linea Cremona-Mantova.
Dal 2024 non è servita da alcun servizio ferroviario per i lavori di raddoppio della linea Mantova-Bozzolo.